# Santa Tecla (Acireale)
Santa Tecla è una frazione del comune di Acireale.

## Geografia fisica

### Territorio
Posta a nord-est di Acireale, Santa Tecla si adagia su una suggestiva piattaforma lavica: a Ovest si attacca alla lussureggiante e selvaggia Timpa "Falconiera" con la sua incolta flora mediterranea (oggi parco naturale protetto), mentre a Est si distende sul mare Ionio in una compatta e imponente scogliera di roccia vulcanica. La riva si inarca in un ampio seno, detto Golfo di Santa Tecla, tutto protetto dalla Timpa, che va da capo Mulini fino a Stazzo e Pozzillo. Conosciuto fin dall'antichità  come "Sinus S.Theclae" è indicato nelle antiche mappe nautiche francesi come "Golfe de S. Theclae". Il geografo arabo Muhammad al-Idrisi (Il Libro di Ruggero, 1154) descrive nell'area un fiorente grande mercato, da cui si esportavano, via mare, numerose quantità di mercanzie quali catrame, legname ed altre derrate provenienti dal Bosco di Aci situato più a monte. A tal fine esistevano ben quattro scali (Mariano Scarso Borrello: Descrizione  geografica dell' isola  di Sicilia, Palermo 1798, Vol. I, pag. 76), tutti diversificati, indicati come gli "scari" dello Stazzone (attuale Stazzo), delle "Sciarelle", da cui si esportava pietra lavica per costruzioni e rifiniture (ancora oggi esistono tracce di questo "scaro"), del "Canal Torto" (oggi scalo "Pennisi") e delle "Cocole", lo scalo principale e più funzionale, ora sfruttato per strutture balneari.    
Studi geologici danno la presenza nel sottosuolo di numerose faglie attive di origine vulcanica attraverso le quali scorre l'acqua, simile ad un fiume sotterraneo, che dalle nevi sciolte dell'Etna arriva fino al mare. Vi si notano infatti numerosi sbocchi che spesso formano delle vere e proprie fontane da cui, in passato, veniva attinta acqua per bere e dove si potevano lavare i panni. La faglia più imponente è descritta nei testi scientifici come "Faglia di Santa Tecla".
La frazione è stata colpita da diversi sismi, fra cui il terremoto del 19 marzo 1952, quello di di Acireale del  2001 e quello di Santa Venerina del 2002. Frequenti sono anche i terremoti di scarsa intensità, dovuti al movimento delle faglie locali: Oggi il borgo, che conserva alcune residenze patrizie di campagna appartenenti a famiglie benestanti acesi, è un centro balneare e residenziale inserito nella cosiddetta "Riviera dei limoni". Ottima la ricettività alberghiera e di B&B.

## Storia

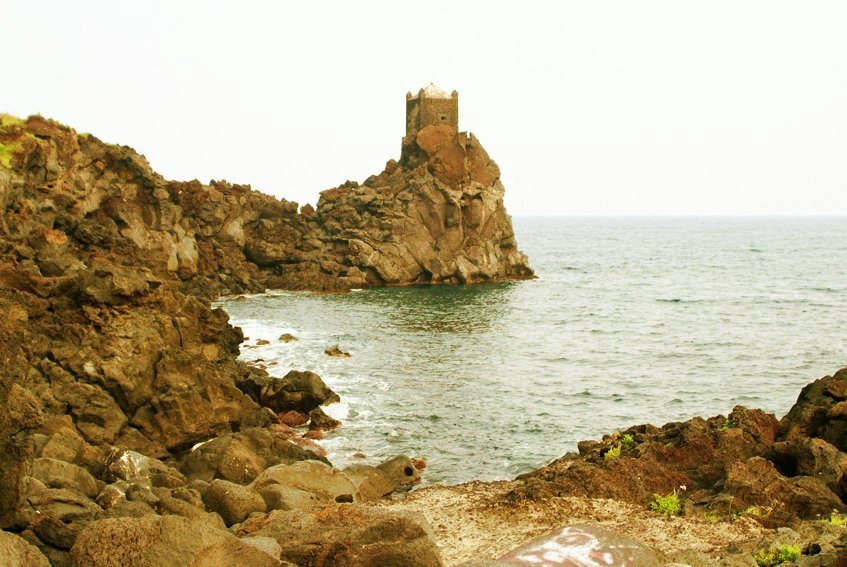
Santa Tecla, la garitta dello «Scalo Pennisi» (XVI secolo)

Le prime notizie storiche di Santa Tecla come borgo vengono fatte risalire all'epoca bizantina (535-827 -Salvatore Raccuia: Leggende popolari acitane, 1904, pag.187) mentre notizie ancora più più certe sono datate all'inizio del X secolo ed esattamente al 902, quando,  secondo lo storico arabo Nwwayuri, vi sbarcarono gli Arabi provenienti da Taormina. Ciò dimostra che l'esistenza del borgo è anteriore a quella di Aquilia (l'attuale Acireale), datata approssimativamente nel XIV secolo.
A causa delle scorrerie dei corsari turchi, che dal XVI secolo ivi "sogliono continoamente dare di terra et là rifrescarsi di tutte le vettovaglie" (Camillo Camilliani: "Descrizione delle torri marittime del Regno, 1584), il borgo venne dotato di una garitta di guardia, ancora esistente, costruita sulla punta dello scoglio dell'Apa. L'incursione piratesca più nota e meglio documentata (Vincenzo Raciti Romeo: "Aci nel secolo XVI, 1896) è quella del pirata Luccialì. che proprio lì sbarcò il 3 maggio 1582 al comando di sette galee e ben trecento pirati. Gli sbarchi avvenivano in zona "Cocole" perchè posta proprio sotto la timpa, dove le galee non potevano essere avvistate dalle "Aci", site più a ovest dell'odierna Acireale.  
Secondo alcuni (G.M. Calvaruso: "Santa Tecla", in rivista "Sicania", 1º luglio 1921 e 1º aprile 1922; Santi Correnti: "Acireale e le varie Aci, 1983) il nome del borgo deriva dalle parole arabe "Sciant Tagla", come riportate nel "Libro di Ruggero" del geografo arabo Al Idrisi (1154), che sarebbero traducibili in "luogo di approdo". Nel tempo e per assonanza la pronuncia sarebbe mutata in Santa Tecla, per cui vi fu costruita una chiesetta con tale nome. In merito, però, non esistono riferimenti storici certi o apprezzabili che anzi tutto è basato su semplici opinioni, probabilità e congetture. Infatti il termine arabo "Tagla" viene tradotto come "ingresso" e solo per estensione come "luogo di approdo" mentre al temine "Sciant" non è stato trovato alcun significato.
Secondo altri (Nicolò Russo - vedi bibliografia), sulla base di testimonianze di alcuni storici (Salvatore Raccuia, già citato; V. Raciti Romeo, già citato; T. Fazello:" De rebus Siculis",1558; A. Filoteo:" Descrizione della Sicilia nel XVI secolo, 1550 ; G. Massa:" La Sicilia in prospettiva", 1709), il toponimo deriva proprio da una antica chiesetta ivi esistente, sottoposta nei secoli a continue ristrutturazioni, riedificata in siti diversi e ricostruita in epoca normanna (1061-1194), dedicata proprio a Santa Tecla. La chiesa appartenne fino al '600 ai Benedettini di Catania, di cui sono stati di recente scoperti interessanti reperti archeologici sotto la Timpa, in terreno di proprietà ex Vigo, nei pressi di zona "Cocole" . In tale contesto il toponimo "Sciant Tagla" può considerarsi la traduzione di "Santa Tecla" in lingua araba fatta da Al Idrisi. Che gli Arabi indicassero i toponimi nella loro lingua ne è prova il fatto che le "Aci" venivano trascritte come "Al Yag" o anche "Liàg".    

## Monumenti e luoghi d'interesse
- Chiesa Madre ove si conserva un dipinto di Santa Tecla del pittore acese Giacinto Platania del XVII secolo. La chiesa ha una storia millenaria: dalle testimonianze lasciate da diversi storici (vedasi bibliografia) nel sito, già in epoca bizantina (535-827; S. Raccuia già citato prima), esisteva una  chiesetta dedicata a Santa Tecla. Dopo diverse riedificazioni attraverso i secoli si ricorda quella posta sul ciglio della timpa intorno all'anno 1100, poi riedificata nella zona bassa il cui sito archeologico, come prima è cenno) è stato individuato. Distrutta dal tempo, la chiesa fu ricostruita e ultimata nel 1830, in stile normanno, vicino al mare, proprio nel luogo dove ora c'è l'attuale salone parrocchiale, con la facciata rivolta verso sud. Inopinatamente e in modo inopportuno, la chiesa fu demolita nel 1927 perché ritenuta troppo piccola e inadeguata in relazione allo sviluppo e alle nuove esigenze del borgo. Ci vollero ben 23 anni per essere ricostruita nel sito attuale,
- Santuario Madonna di Fatima. Fortemente voluto dal compianto parroco don Giovanni Bonaccorso, è un originale gioiellino di luogo di culto dedicato ala Madonna di Fatima. ll pavimento a piccoli gradoni poggia direttamente sulla nuda terra
- Garitta di guardia. La costruzione di sette garitte "per guardia della marina" fu ordinata da Don Francesco, Conte di Ventimiglia e Marchese di Iraci, di cui una a "Santa Tecla et all'Apa", imponente spuntone di roccia "molto elevato in altezza". Come da relativo contratto agli atti dell'archivio storico del Comune di Acireale, l'appalto fu dato al "fabbricatore" Vincenzo Greco (da cui anche il nome di Torre del Greco) il 23 agosto 1623 con l'obbligo di costruirla entro due anni. Si presume quindi che la costruzione sia avvenuta entro il 1627.  Il sito oggi è chiamato " a Rita Lapa", una sintesi di garitta e l'Apa.
- La selvaggia Timpa Falconiera e la Grotta del Corvo. La timpa "Falconiera", così denominata per la nidificazione del falco pellegrino, si è formata circa 2000 anni fa quando, sotto la spinta di stratificate eruzioni vulcaniche sottomarine, il suolo fu spinto verso l'alto generando l'imponente costone che oggi si ammira. Si estende per sei Kilometri da Capo Mulini fino a Santa Tecla dove raggiunge l'altezza massina di circa 150 metri. Nell'ultimo tratto, tra le contrade "Grotte e Mortara", assume il nome di "Timpa di Santa Tecla" che, a differenza degli altri tratti che sono a picco su mare, si ritrae lasciando tra sè e il mare una piattaforma lavica di effetto su cui si adagia il borgo. A mezza altezza si nota la caratteristica "Grotta del corvo", così detta perché rifugio di corvi. La Timpa di Santa Tecla è attraversata per intero da una vera e propria opera d'arte, la cosiddetta "saia cuvalova" o "saia mastra", una condotta d'acqua in muratura che, con sapiente e ben dosata pendenza, porta l'acqua irrigua "di Casalotto" da Aci Sant'Santonio fino agli agrumeti dell'area di Scillichenti,  La fauna è quella tipica del piccolo mondo animale con molte specie predatorie. Vi nidificano tanti tipi di volatili compresa la capinera, volgarmente detta "cicchitedda", e i rapaci notturni, fra cui l'assiuolo,  il cui ritmico verso (chiù! chiù!) riecheggia spesso nelle notti estive. La Timpa di Santa Tecla è attraversata anche da due gallerie dovute alla costruzione della ferrovia inaugurata il 3 gennaio 1867,oggi in disuso,  La vista della mole imponente dell'Etna nella parte nord, la sua natura selvaggia e impervia, le ripide balze scoscese, la vegetazione bassa e autoctona con rari alberi, di colore verde scuro punteggiata dalle tinte vivaci di erbe spontanee, i suoi splendidi panorami che spaziano dallo Stretto di Messina fino a larga parte del mare Ionio verso Siracusa, i tortuosi caratteristici sentieri, ne fanno un vero e proprio santuario della natura. Dal 23 aprile 1999 è riserva naturale orientata.
- Le calette nella scogliera. Sono delle piccole insenature della costa lavica dove entra il mare quasi a formare dei laghetti che a volte servono come riparo estivo per piccole barche. La più caratteristica è quella della cosiddetta "Rinella" che si può ammirare dalla piazza centrale del borgo.
- La "zenia" o noria. È un antico strumento di sollevamento acqua per irrigazione importato dagli arabi, una ingegnosa alternanza di ruote dentate cui è collegata una catena di secchi che scende in un pozzo d'acqua dove i contenitori, in moto rotatorio continuo, si riempiono e risalgono riversando l'acqua in un canale. Se l'intero impianto è piccolo può essere azionato a mano, se è di grosse dimensione è azionato da buoi o asini e muli, singolarmente o in coppia..

### Luoghi di culto
- Oltre alla Chiesa Madre, dedicata alla patrona Santa Tecla, si può ammirare il moderno e suggestivo santuario "Madonna di Fatima", un gioiellino sui generis, costruito in pietra lavica, che ha per tetto il cielo. L'altare è costituito da un blocco di lava solida trasportata dalla Val Calanna, posta sulle alte pendici dell'Etna. Il luogo è molto frequentato e vi si celebrano numerosi matrimoni.
- In zona "Cocole", intorno al 1910, è stata costruita una piccola cappella detta dell'Ecce Homo per un quadro, raffigurante "Cristo alla colonna", posto sull'altare. È un luogo di breve sosta di preghiera.
- Sopravvivono ancora alcune piccole edicole dedicate alla Madonna e ai Santi che nel mese mariano di maggio venivano addobbate per le cerimonie religiose.
- Particolare attenzione merita un suggestivo sito nella parte alta di via Balestrate ("a strata vecchia"), detto la Madonna del Buon Riposo. Qui sorge un altarino costruito nei primi decenni del secolo scorso in un piccolo slargo dove esistono tre lunghi sedili in pietra lavica. La gente di Santa Tecla e di altre frazioni a mare, studenti, lavoratori, sensali ecc., abbreviava il cammino verso Acireale inerpicandosi lungo la ripida scorciatoia di via Balestrate ma, giunti nel sito, usavano riposarsi per affrontare l'ulteriore faticoso tratto verso la città. Oggi la "strata vecchia", che si presenta come un viottolo ristretto da vegetazione folta e spontanea, tra cui numerosi sono i bagolari, ha assunto un valore solo paesaggistico. L'altarino mostra un affresco di autore ignoto, ma di buona mano, che ha subito le ingiurie del tempo, riproducente la Madonna con in braccio il Bambino che dorme; da ciò il significativo nome "Madonna del Buon Riposo". Da notare, nel muro sotto l'altarino, un grosso buco cilindrico che serviva per mettervi dentro i lumini accesi perché non li potessero spegnere né il vento né la pioggia.
- Nel mese di agosto di ogni anno si tengono i festeggiamenti della Santa Patrona con spettacolare processione di barche illuminate sul mare e fuochi di artificio.
- Si tengono anche altre manifestazioni sportive e culturali fra cui il premio televisivo nazionale "Garitta d'Argento".

(A cura di Nicolò Russo)

## Galleria d'immagini

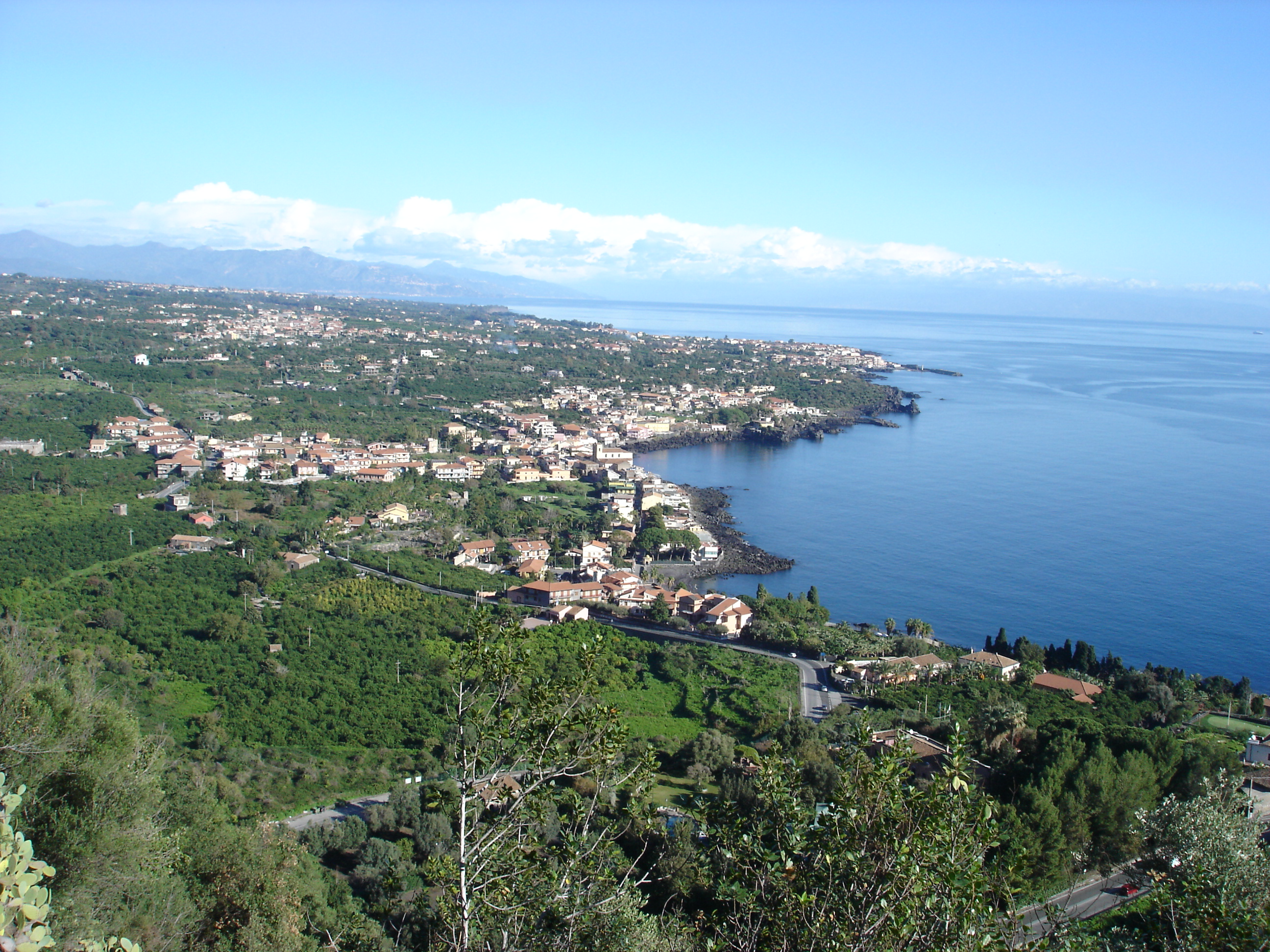
Santa Tecla vista dalla grotta del corvo
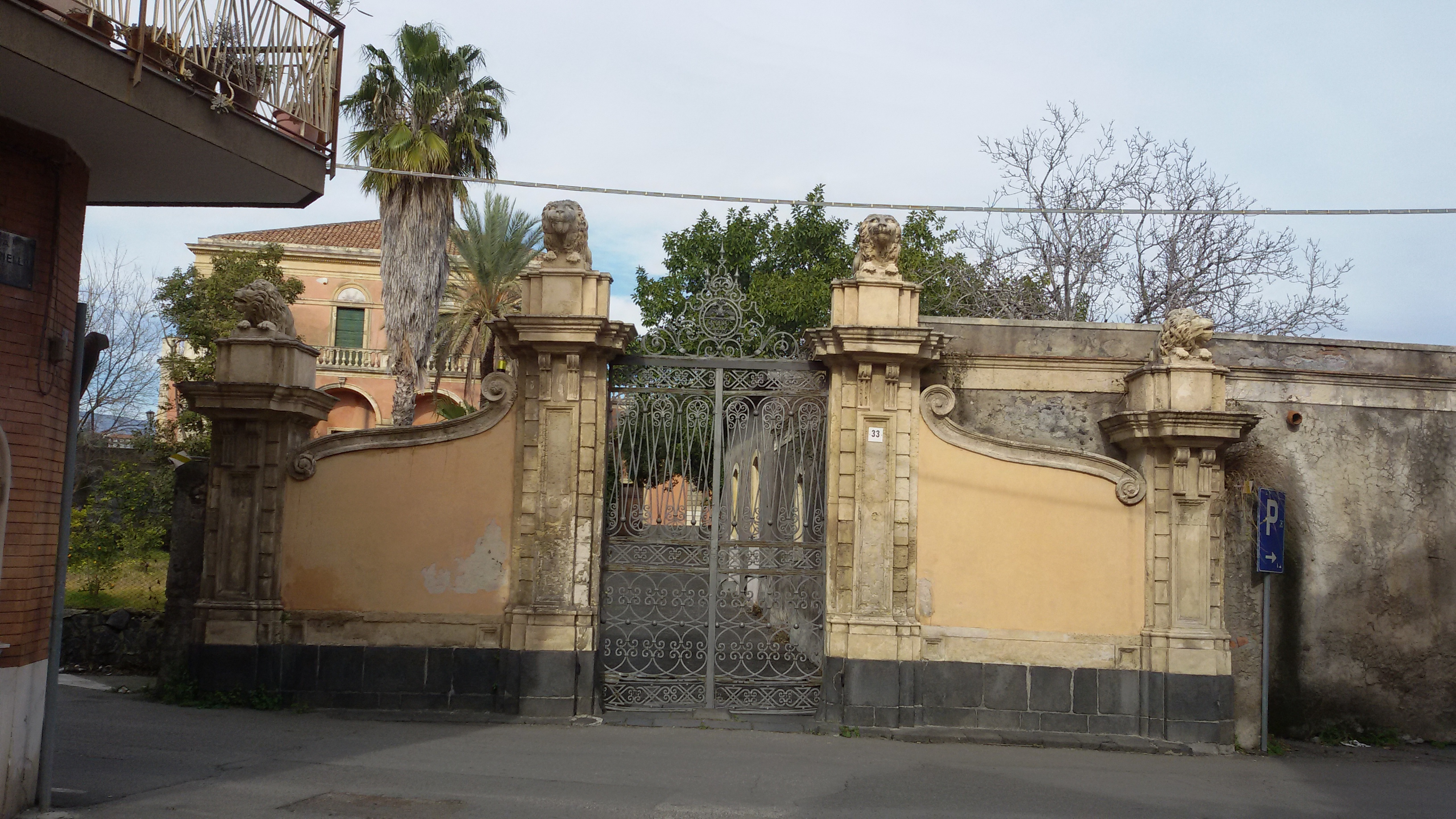
Portale villa dei leoni, anno 1876
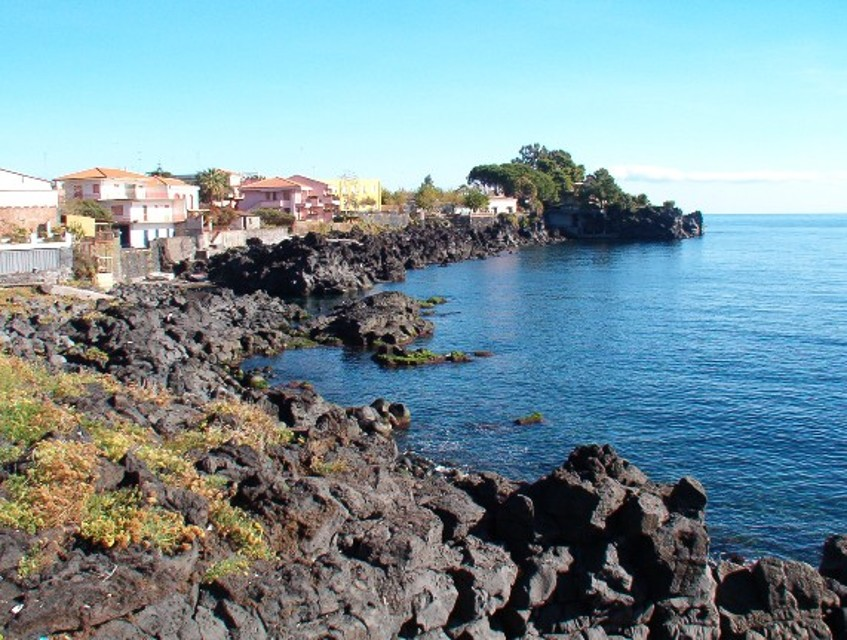
Santa Tecla, Punta del Costiglio
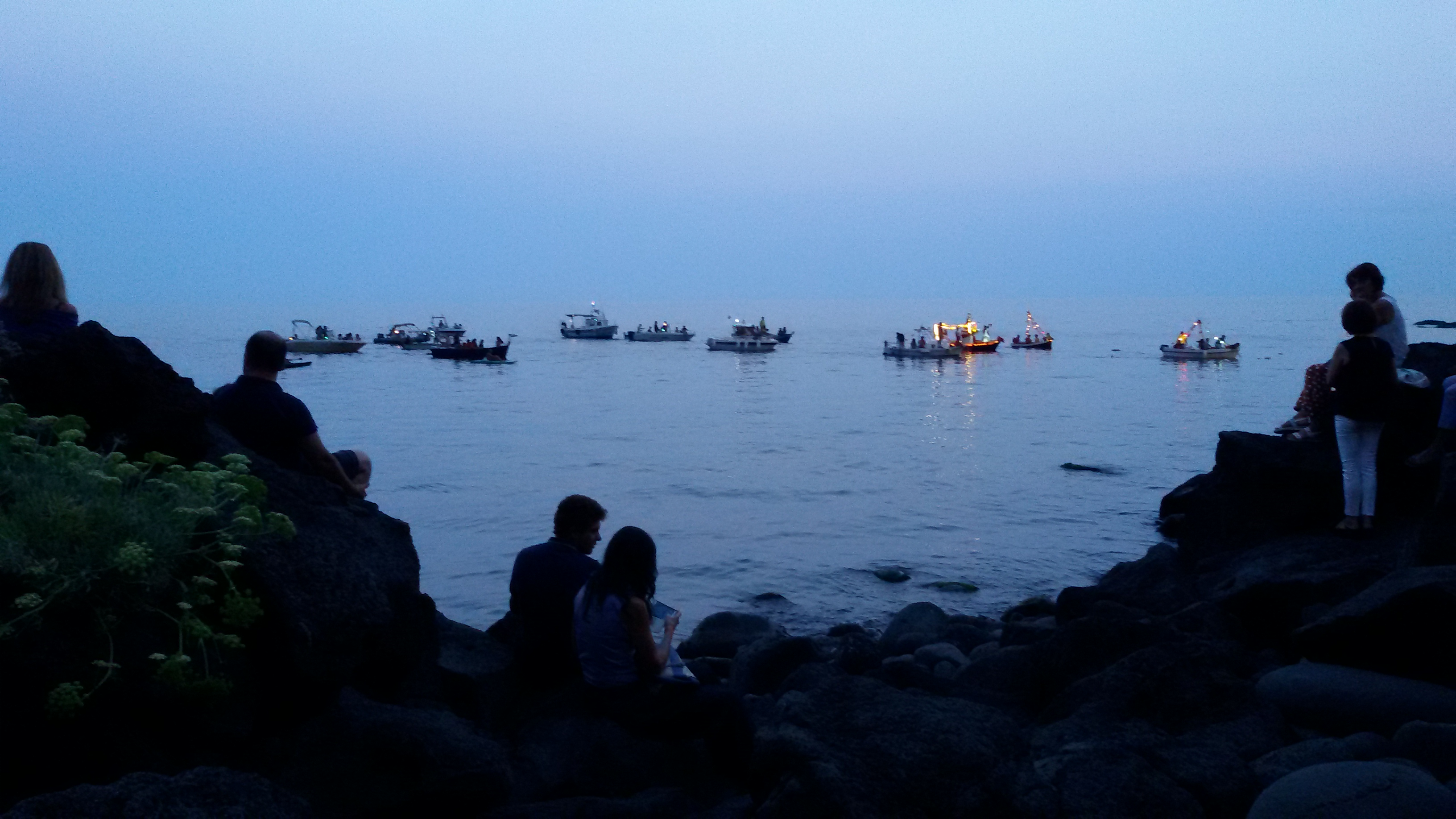
Santa Tecla, Processione a mare
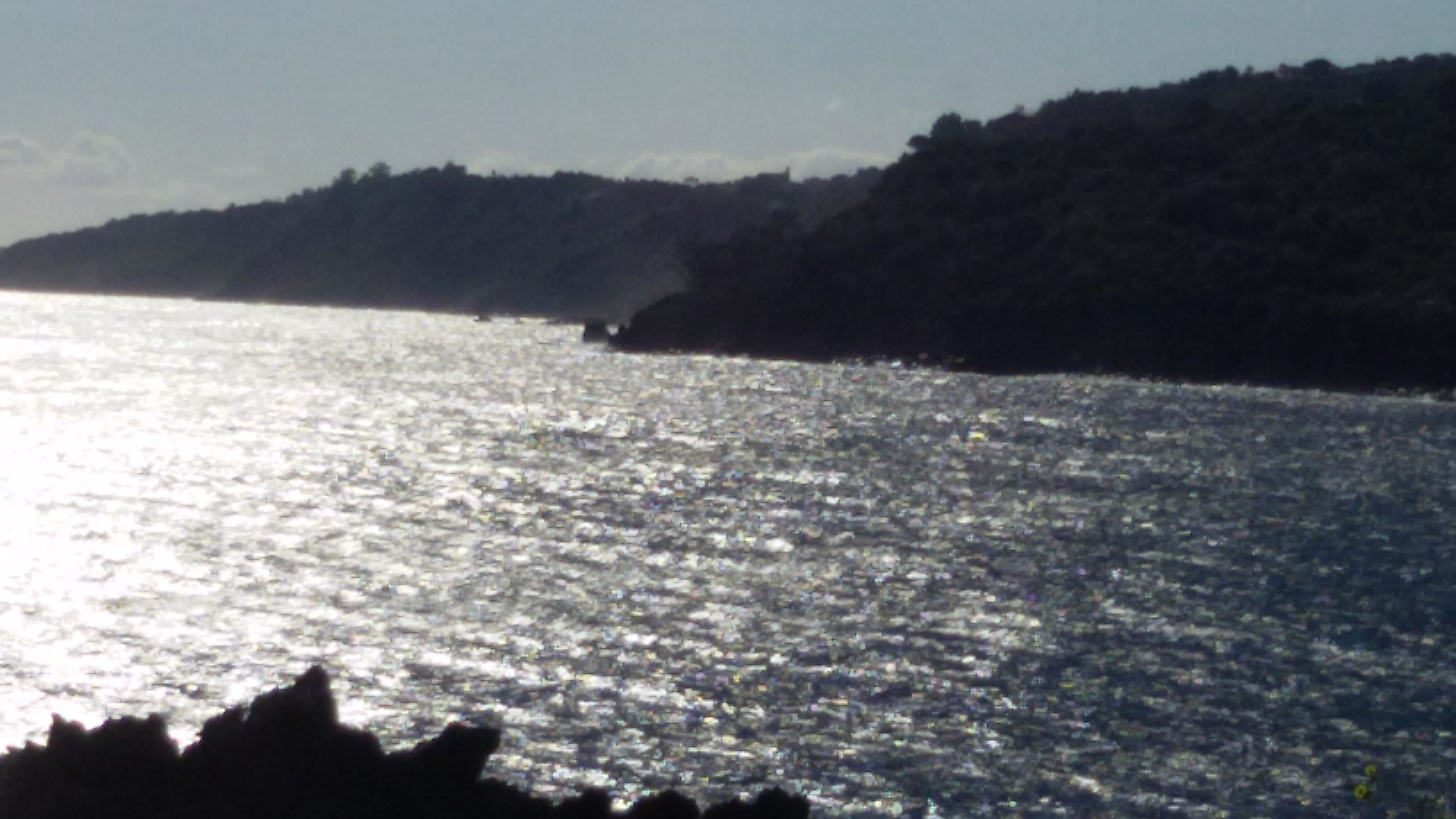
Golfo di Santa Tecla
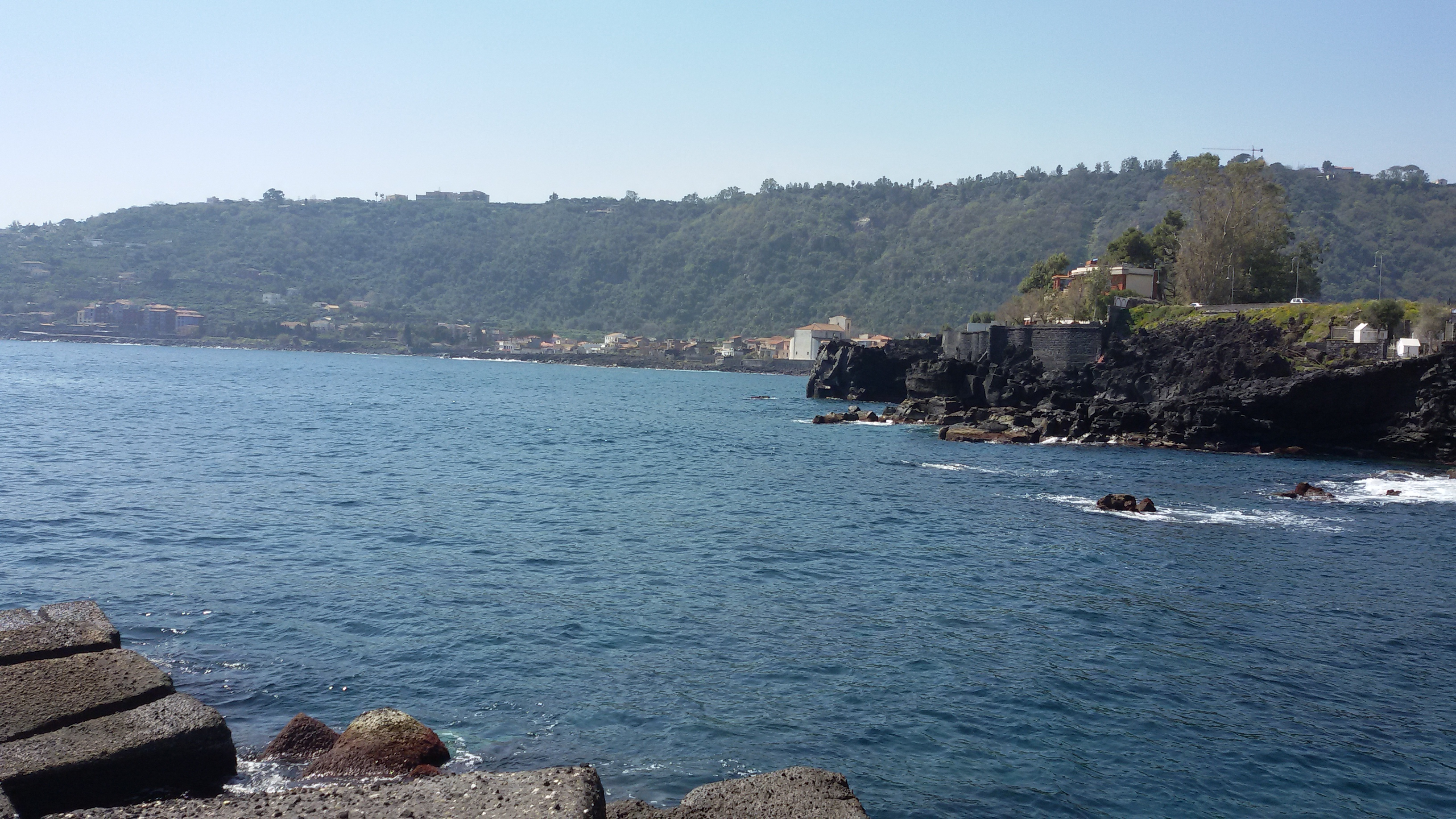
Timpa di Santa Tecla vista dal mare
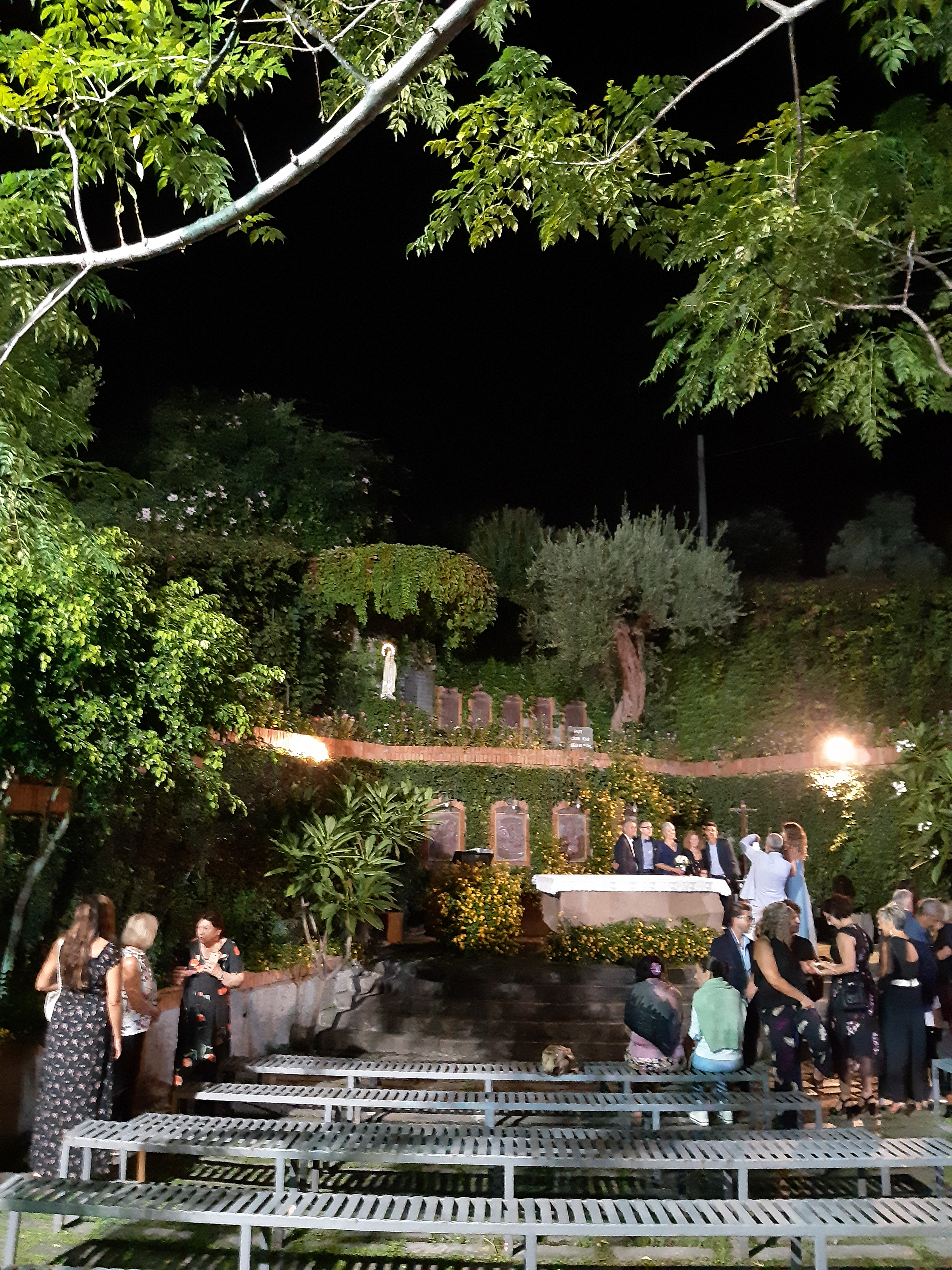
Santuario Madonna di Fatima
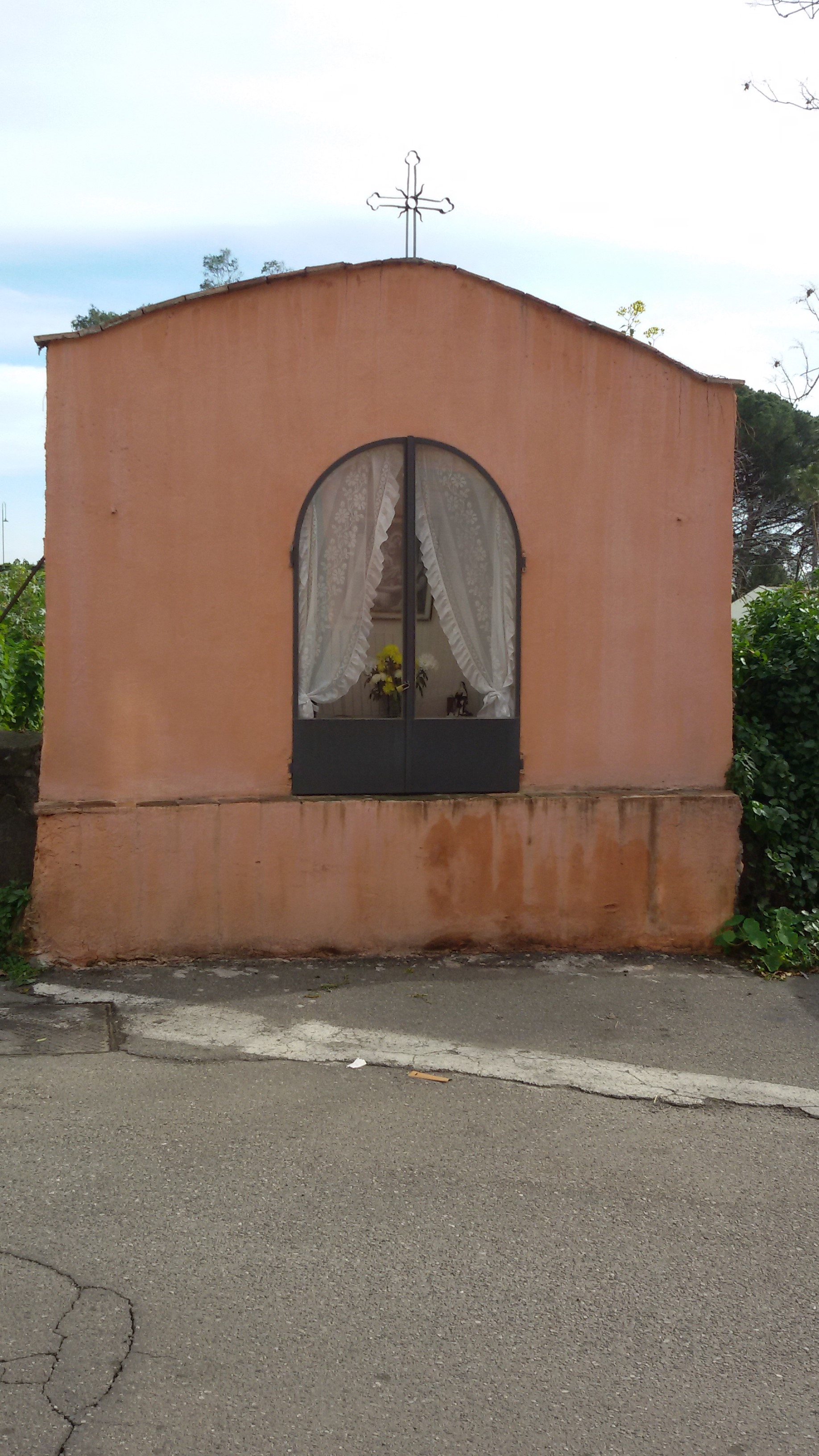
Edicola Madonna del Rosario
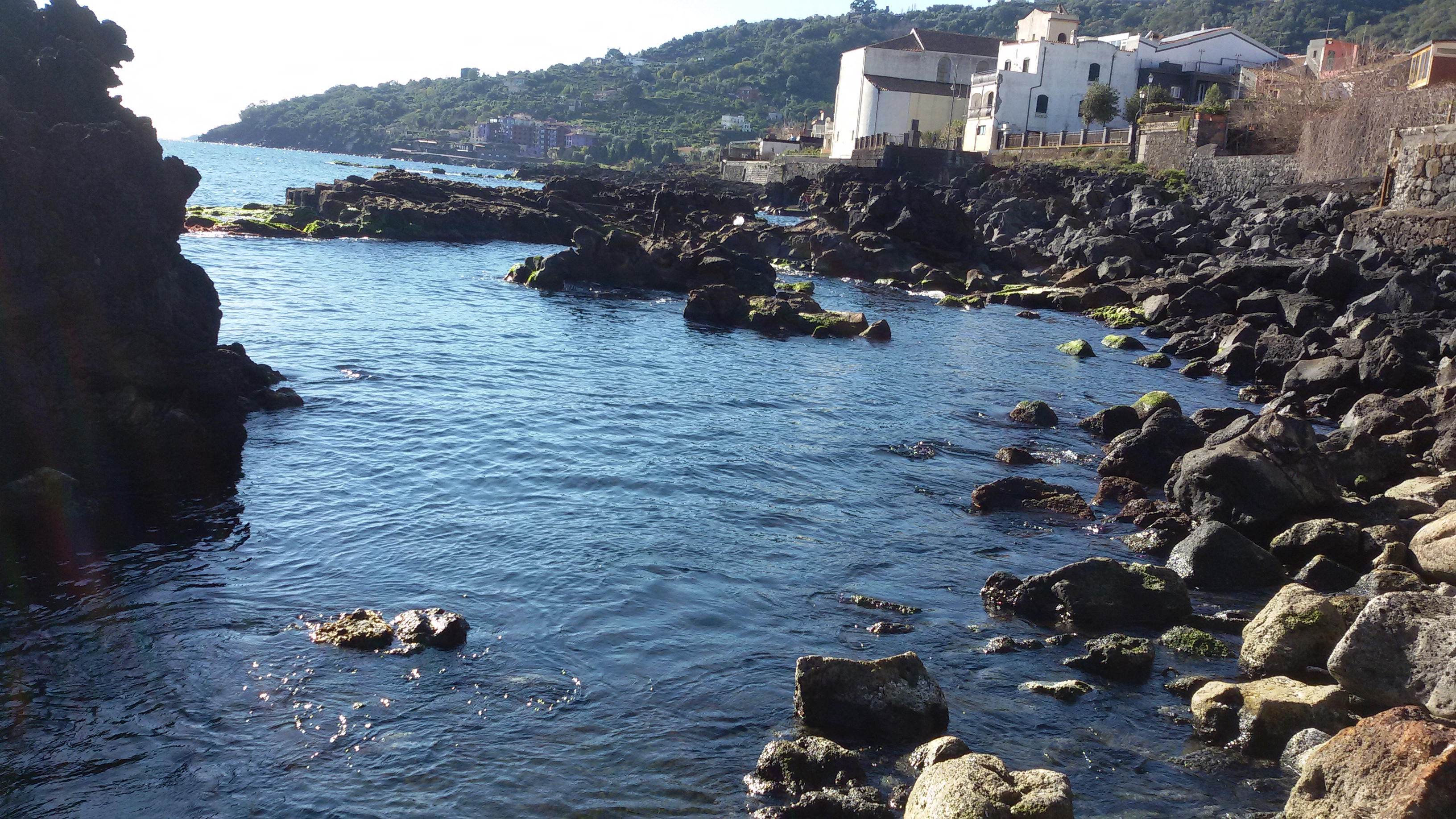
Cala della Rinella
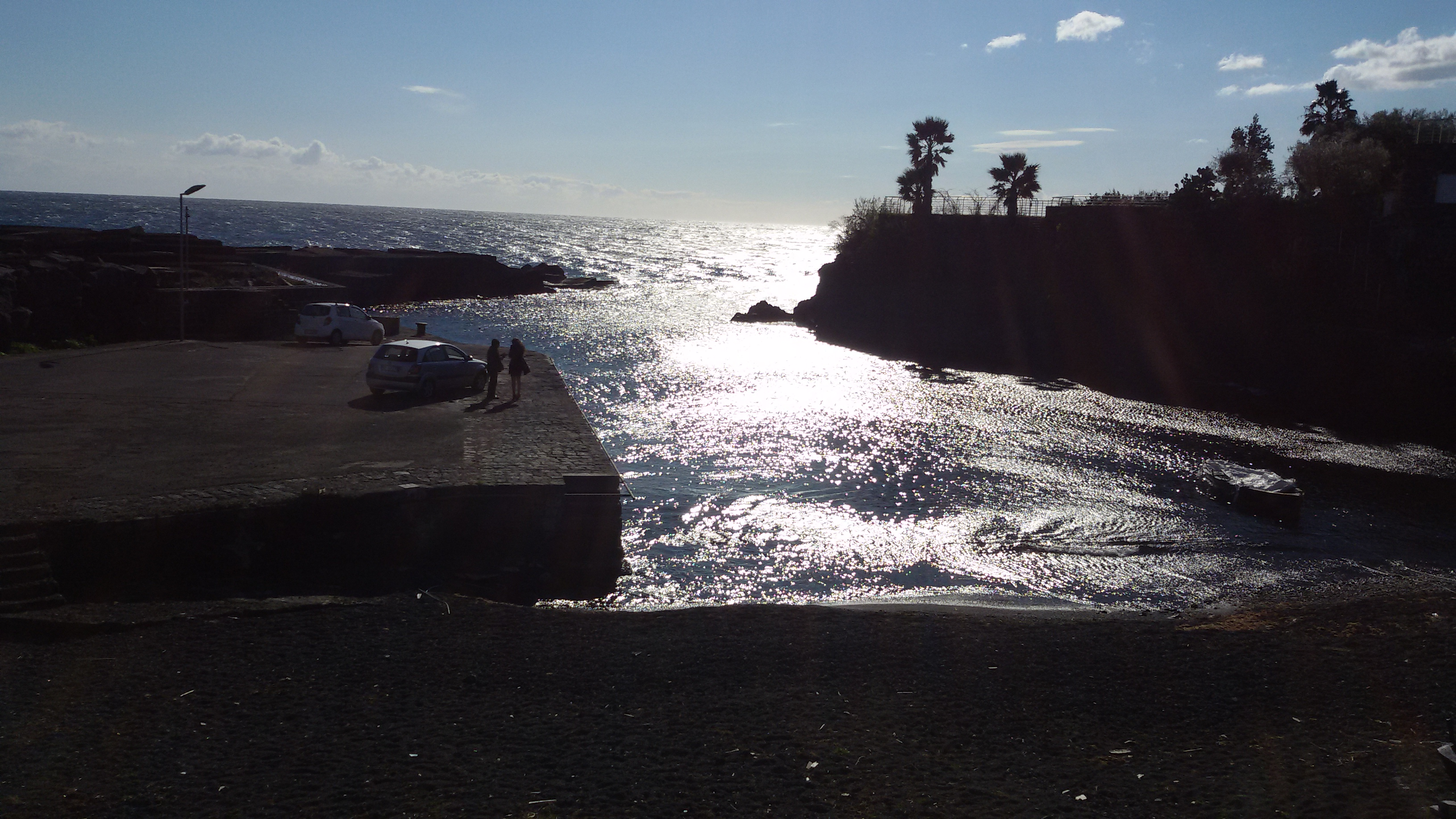
Scalo Pennisi d'inverno
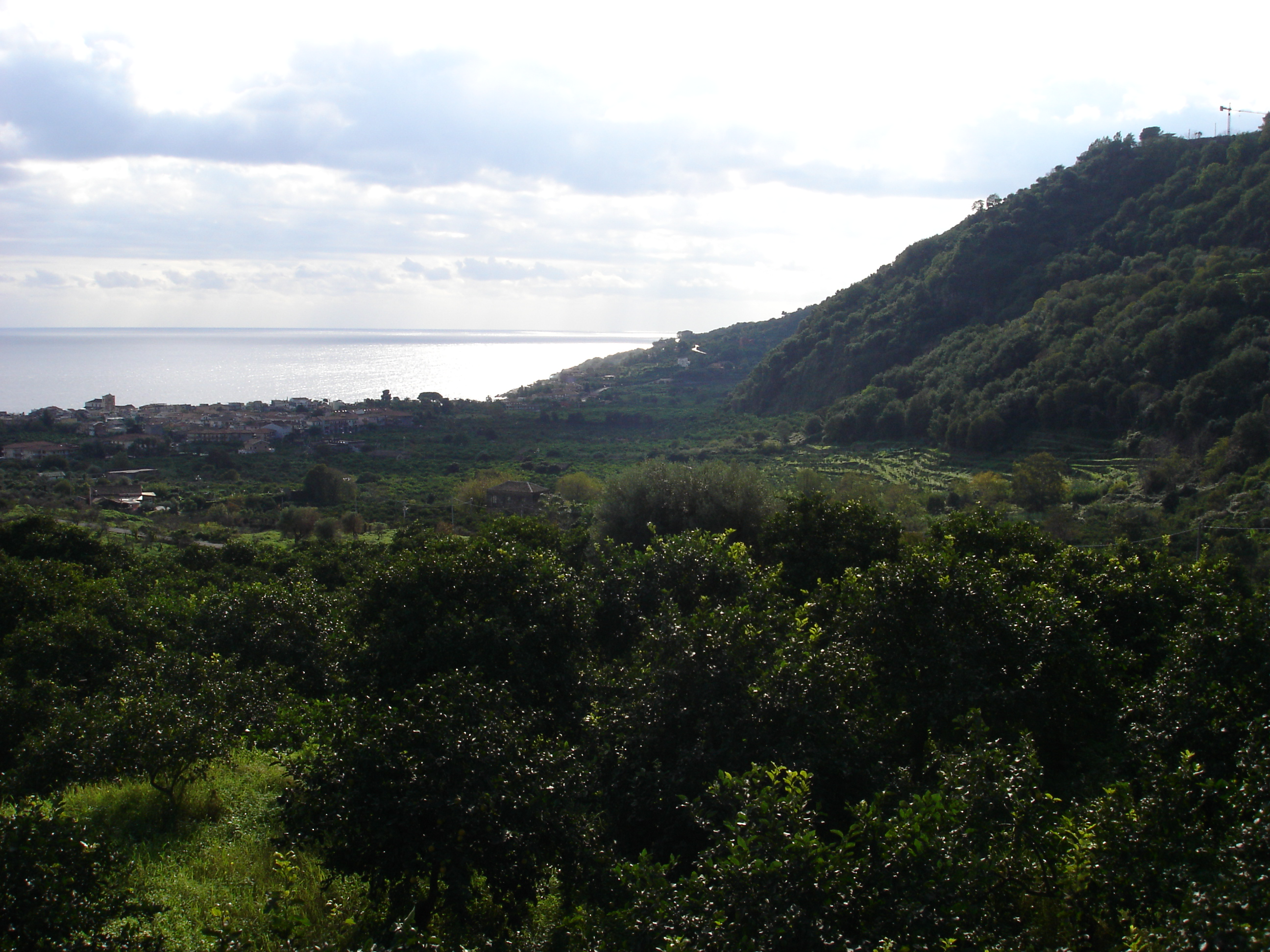
Timpa Falconiera
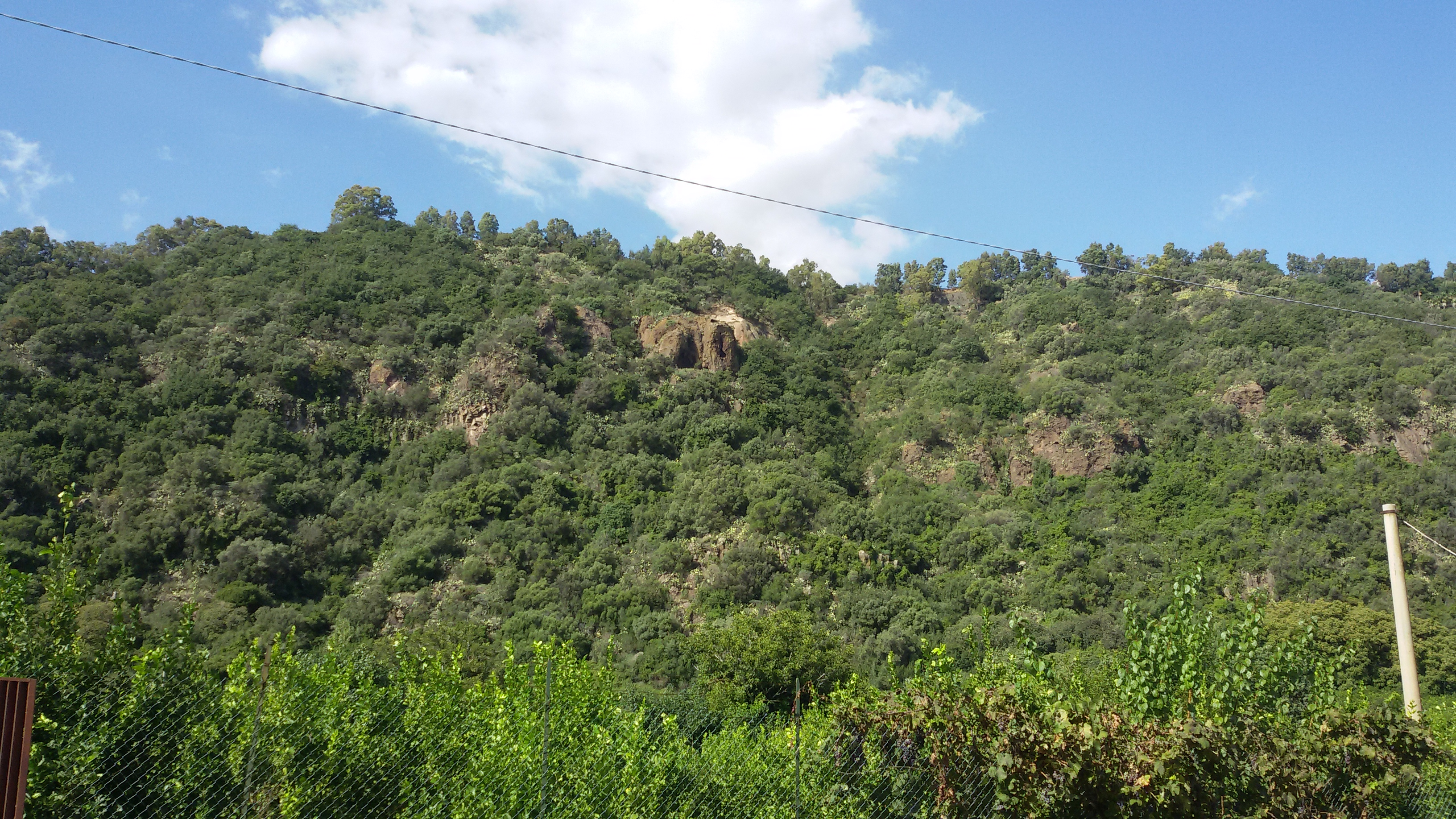
Timpa S. Tecla. Grotta del Corvo
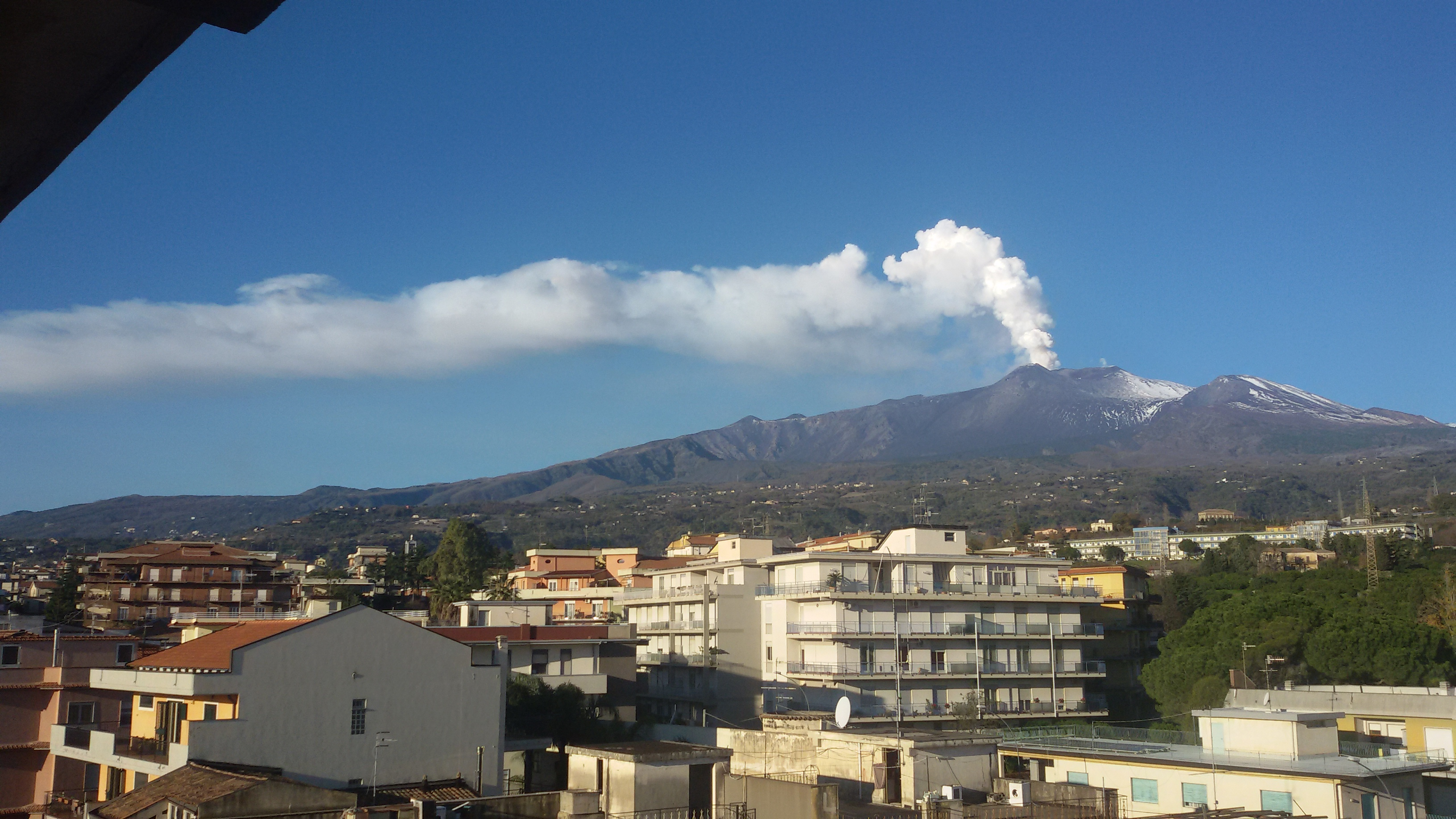
Vista dell'Etna fumante
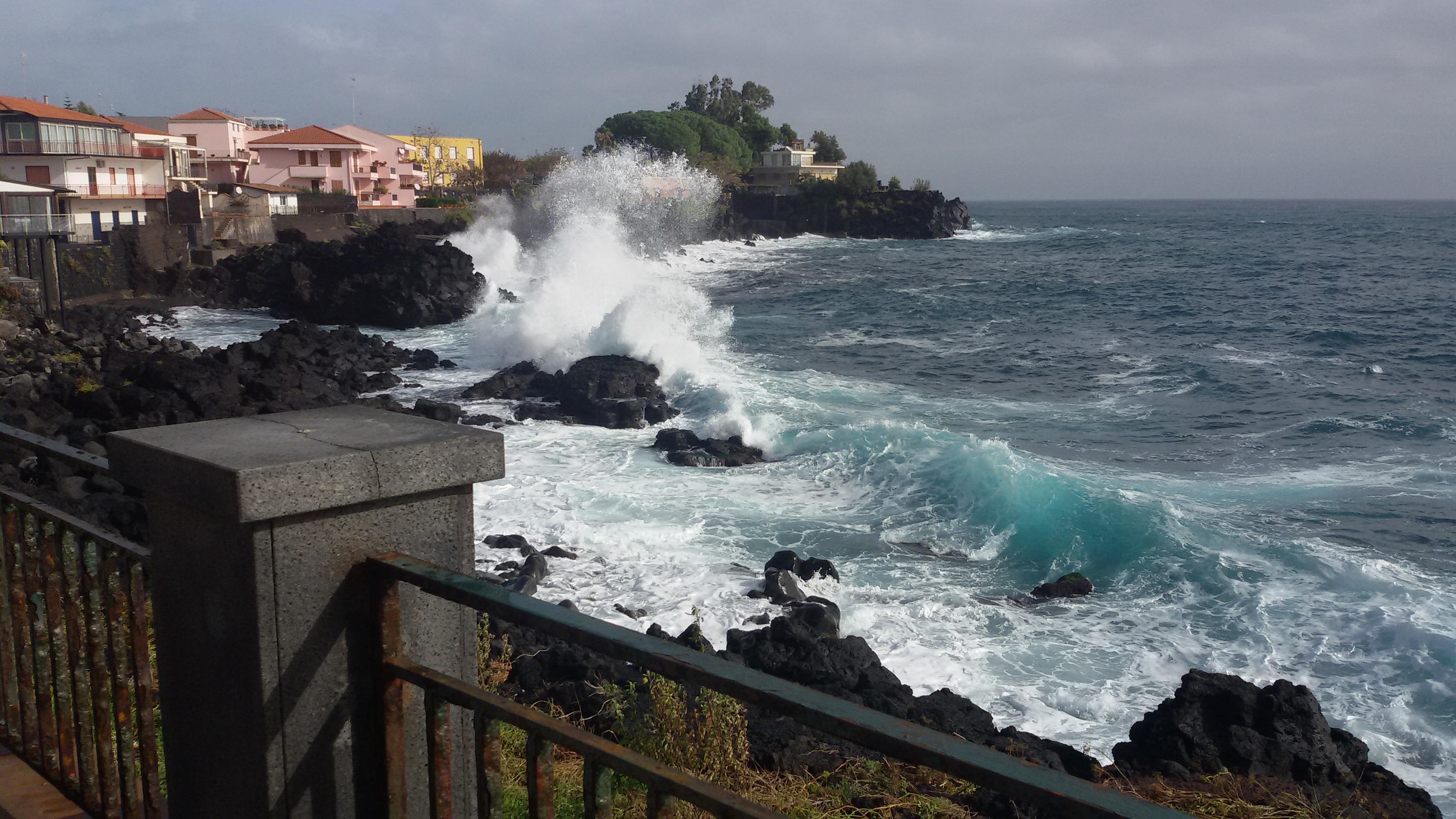
Mareggiata a S.Tecla
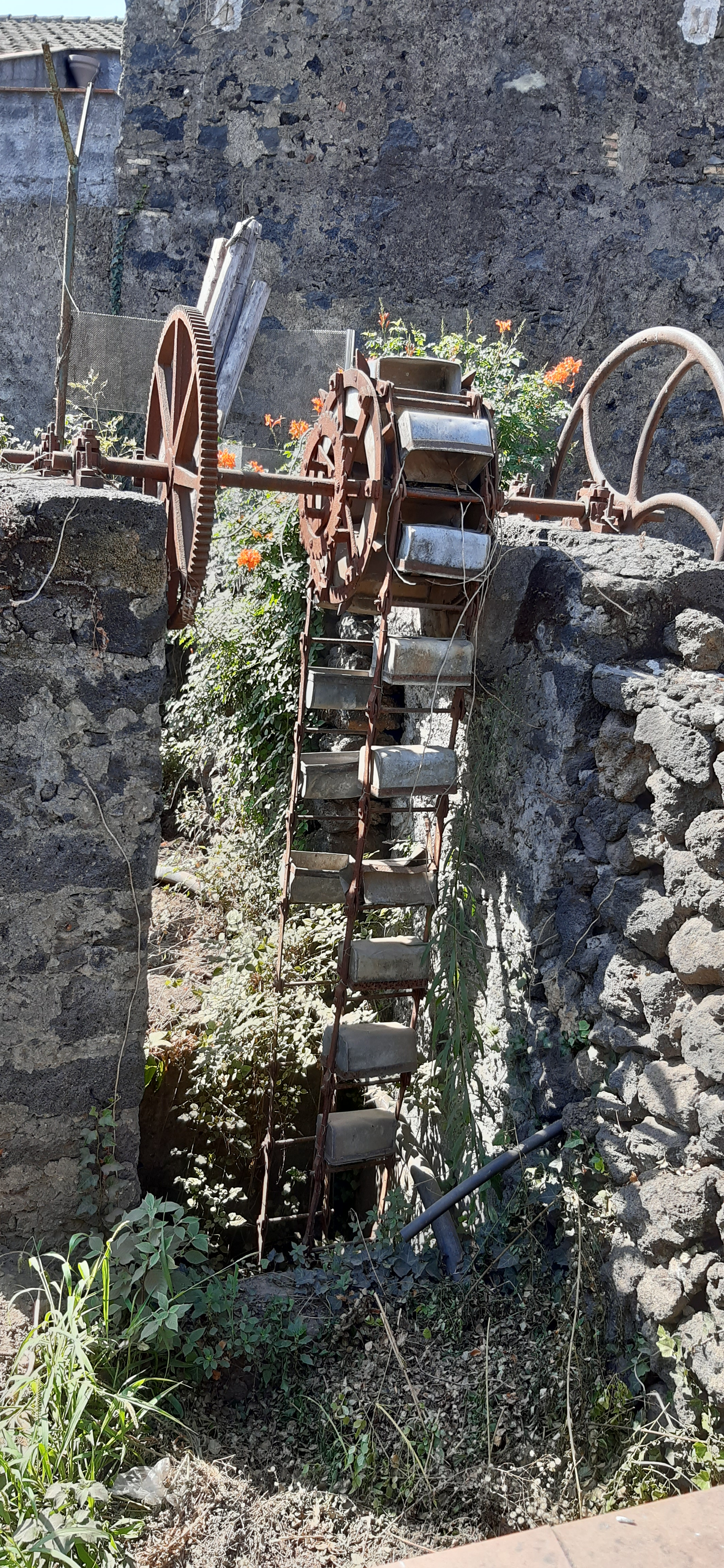
Zenia o noria
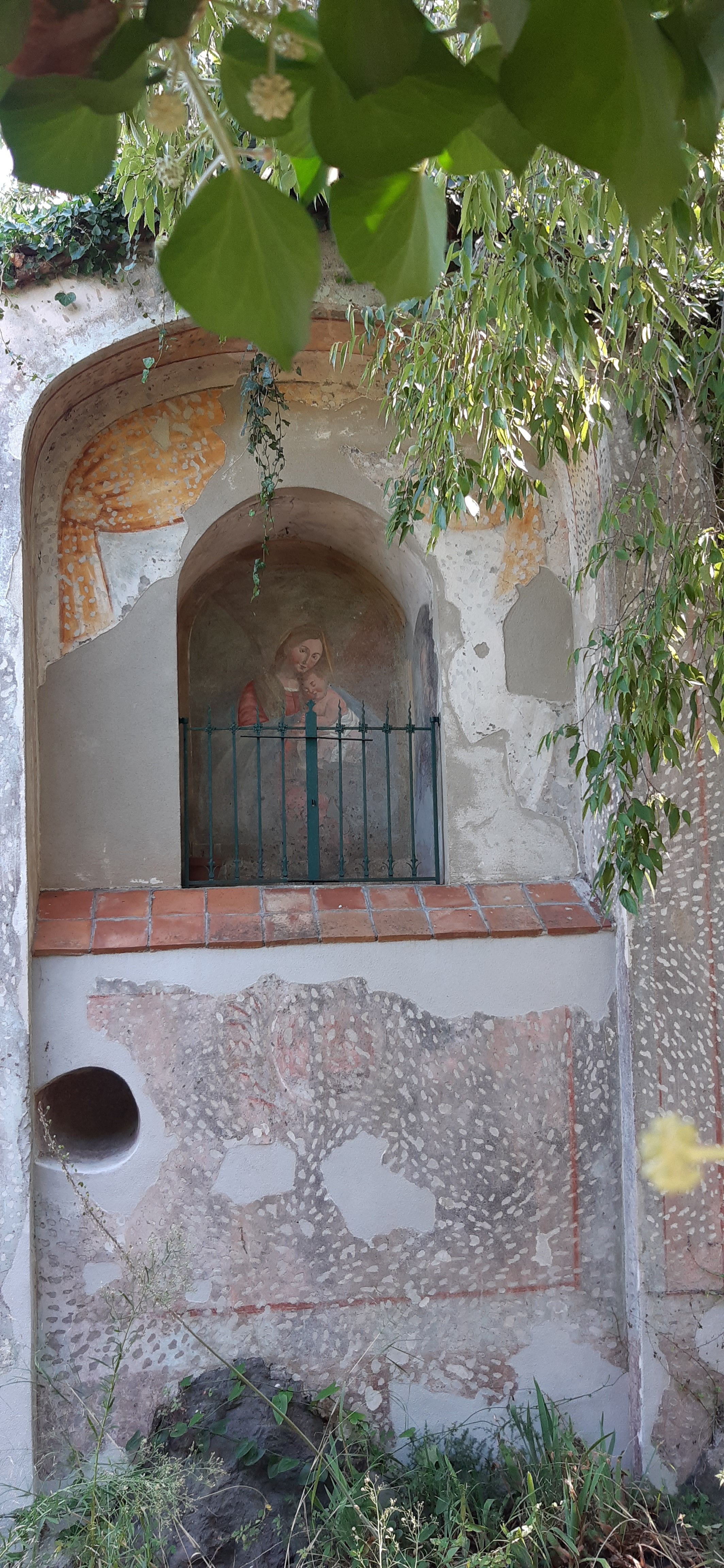
Madonna Buon Riposo
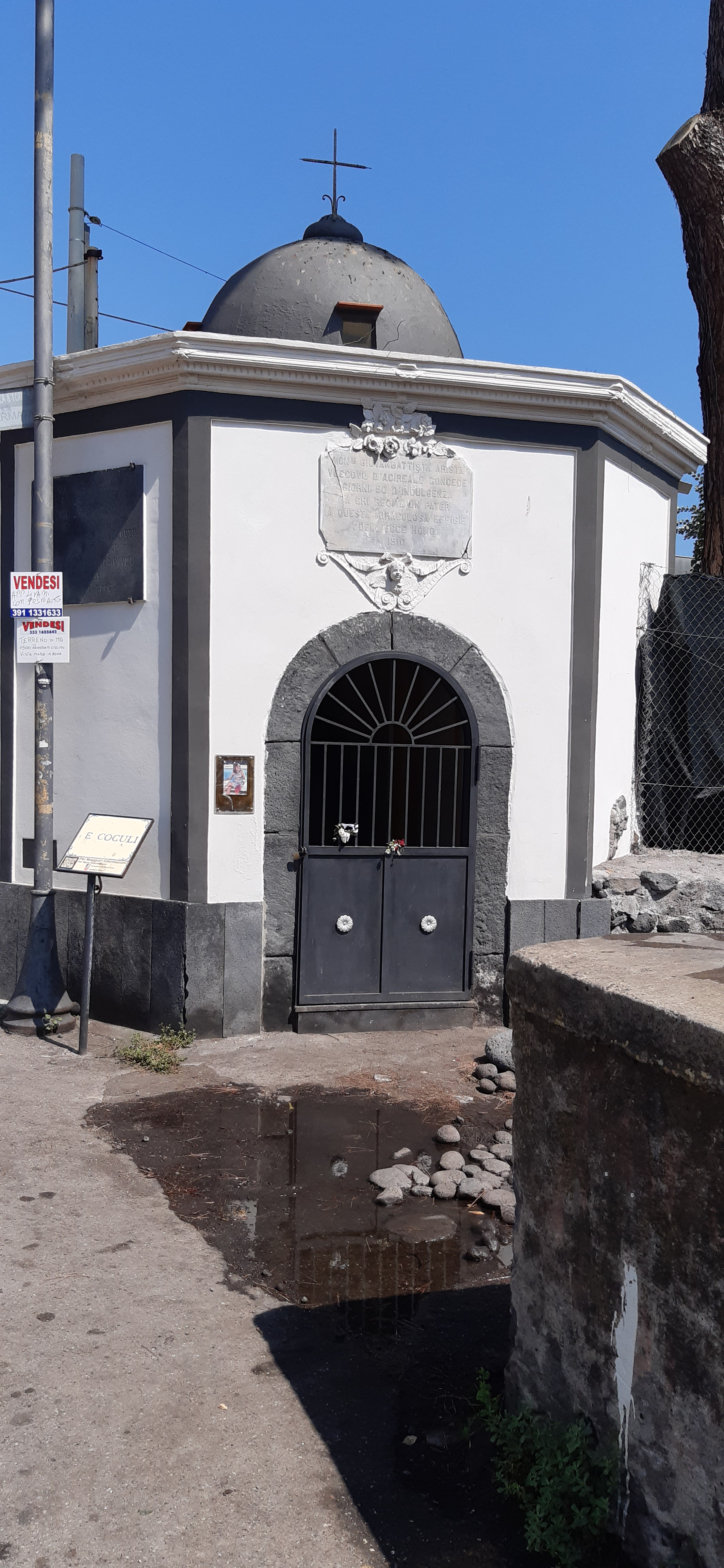
Cappella Ecce Homo